# Dan Adrian Bălănescu
Dan Adrian Bălănescu (* 14. März 1974 in Pitești, Rumänien) ist ein rumänischer Diplomat.

## Werdegang
Von 1992 bis 1997 besuchte Bălănescu die Fakultät für Internationale Geschäftsbeziehungen der Wirtschaftsakademie Bukarest. 1996 war er auch an der Fakultät für Wirtschaft und Handel der italienischen Universität Perugia und 1999 schließlich an der Diplomatischen Akademie des Rumänischen Außenministeriums, in dessen Dienste er trat. Bălănescu wurde Attaché in der Abteilung OSZE. Ab 2001 hatte er den Rang eines Dritten Sekretärs inne.
Von 2002 bis 2009 war Bălănescu an der rumänischen Botschaft in der Tschechischen Republik. Hier war er ab 2004 Zweiter Sekretär und ab 2007 Erster Sekretär. Von April 2006 bis Januar 2009 führte Bălănescu die Botschaft amtsführend als Charge d’Affairs a. i. Im Oktober 2009 trat er seinen Dienst in der Abteilung für Internationale Beziehungen im Präsidialamt an und wurde dort Berater. Das Amt hatte er bis Februar 2012 inne. Parallel dazu studierte Bălănescu von 2009 bis 2010 an der Fakultät für Jura an der Universität Bukarest und erhielt einen Master in Internationalem Öffentlichen Recht. 2011 wurde er zum Counsellor befördert. Von Februar bis Oktober 2012 war Bălănescu in der Abteilung Westbalkan des rumänischen Außenministeriums. Im November 2012 wurde Bălănescu zum Botschafter befördert. Im Dezember übergab er seine Akkreditierung für Litauen und im Januar 2013 seine Zweitakkreditierung für Lettland.
2021 wurde Bălănescu rumänischer Botschafter in Indonesien. Seine Akkreditierung übergab er dem indonesischen Präsident Joko Widodo am 4. Februar. Aufgrund der Corona-Pandemie übergab er seine Zweitakkreditierung für die ASEAN per Videokonferenz an Generalsekretär Lim Jock Hoi am 24. August und für Osttimor an Staatspräsident Francisco Guterres am 11. November 2021.

## Sonstiges
Bălănescu spricht Rumänisch, Englisch, Französisch und Italienisch. Er ist verheiratet und hat einen Sohn und eine Tochter.